# Allium eurotophilum
Allium eurotophilum är en amaryllisväxtart som beskrevs av Ira Loren Wiggins. Allium eurotophilum ingår i släktet lökar, och familjen amaryllisväxter. Inga underarter finns listade i Catalogue of Life.